# 田稔
田稔（1520年—？），字慶甫，號育菴，山東東昌府高唐州人，民籍，明朝政治人物。

## 生平
嘉靖二十八年（1549年）己酉科山東鄉試第三名舉人。嘉靖三十五年（1556年）中式丙辰科會試第一百二十六名，二甲第十名進士。刑部观政，授南京户部主事，榷税淮南，峻却羡余。三十七年升员外、郎中，四十二年復除户部郎中，四十四年出守四川保宁府，时土酋不靖，稔镇以威望，多设方略，诸酋望风逃遁。以不能媚当路，调贵州思南府，三载教化大行，归时箧中惟图书而已。与弟共爨终身，教子孙皆可为后世法，祀乡贤。

## 家族
曾祖田琮；祖父田正巳，衛知事；父田愚夫，驛丞。母劉氏。弟田利。